# Lonchoptera transvaalensis
Lonchoptera transvaalensis är en tvåvingeart som beskrevs av Elisabeth K. Stuckenberg 1963. Lonchoptera transvaalensis ingår i släktet Lonchoptera och familjen spjutvingeflugor. Inga underarter finns listade i Catalogue of Life.